# Szczęsny Zachuta
Szczęsny Zachuta, znany również jako Jerzy (ur. 7 września 1920 w Krakowie, zm. 30 maja 1944 lub  6 czerwca 1944 tamże) – polski kleryk katolicki, ofiara niemieckich represji w czasie II wojny światowej, najbliższy przyjaciel Karola Wojtyły z podziemnego seminarium duchownego w Krakowie, pomagał Żydom w czasie wojny.

## Życiorys
Po niemieckiej agresji na Polskę z 1 września 1939 i sowieckim ataku na Polskę 17 września 1939 w czasie II wojny światowej – Szczęsny Zachuta został studentem konspiracyjnego seminarium duchownego w Krakowie. Tajne studia teologiczne rozpoczął w 1942/43 roku. Studiował w Wyższym Seminarium Duchownym filozofię i teologię. Pracował także jako konduktor tramwajów w Krakowie.
Działał w ruchu oporu i w organizacji harcerskiej Szarych Szeregów, które były częścią Polskiego Państwa Podziemnego.
Był najbliższym przyjacielem Karola Wojtyły z podziemnego seminarium duchownego, jakie działało w Krakowie w latach niemieckiej okupacji, o czym wspominał późniejszy papież w swojej książce pt. Dar i Tajemnica.
Szczęsny Zachuta organizował pomoc dla ukrywających się Żydów podczas II wojny światowej i okupacji niemieckiej. Pomagał Żydom przygotowując ich do chrztu i przy wydawaniu świadectw.
Występował pod fałszywym nazwiskiem Feliks Mszański. Nazwisko przybrane było nazwiskiem jego babki.
Został aresztowany przez Niemców 13 kwietnia 1944 r. Uwięziony został przez okupantów w więzieniu niemieckim przy ul. Montelupich w Krakowie. Jego nazwisko znalazło się na liście skazanych na śmierć ogłoszonej przez Niemców 6 czerwca 1944. Nieznane pozostaje miejsce jego pochówku.
Jego najbliższy przyjaciel z seminarium w Krakowie, kard. Karol Wojtyła pisał o nim do jego rodziny w 1958 roku: „Potworne okrucieństwo okupanta odebrało wówczas nam wszystkim Szczęsnego. Dziś, gdy Pan Nasz dopuścił mi tu na ziemi dojść do pełni kapłaństwa, nie mogę nie pamiętać o moim najbliższym Bracie, któremu droga do kapłaństwa została zamknięta na samym początku”.
Rodzina poprosiła o przechowywanie listu od Karola Wojtyły w bazylice św. Bartłomieja w Rzymie we Włoszech, aby był to „symboliczny grób Szczęsnego w szczególnym miejscu, bo poświęconym pamięci męczenników XX wieku przez jego przyjaciela Jana Pawła II”.
Abp Jan Romeo Pawłowski, sekretarz ds. Reprezentacji Papieskich w Sekretariacie Stanu Stolicy Apostolskiej powiedział, że „Szczęsny Zachuta jest przykładem współczesnego męczennika za wiarę. (...) ów męczennik, którego ciała nigdy nie odnaleziono, będzie miał teraz swój symboliczny grób w rzymskiej bazylice na Wyspie Tyberyjskiej”.
Bratem Szczęsnego Zachuty był ks. Andrzej Zachuta z diecezji kieleckiej.